# シェイク・ウマル・ドゥクレ
シェイク・ドゥクレ（フランス語: Cheick Oumar Doucouré、2000年1月8日 - ）は、マリのサッカー選手。マリ代表。クリスタル・パレスFC所属。ポジションはMF。
フランス語でeiは「エ」と発音されるため、名前の読みは「シェック」が近い。

## クラブ歴
地元のASレアル・バマコで育ち、2018年初めにRCランスに移籍。同年夏にリーグ・ドゥ所属のトップチームに昇格。
2022年7月11日、クリスタル・パレスFCと5年契約を結んだ。

## 代表歴
2018年10月にA代表から招集を受けた。同年11月17日のアフリカネイションズカップ2019予選・グループC・ガボン代表戦で代表初出場。